# (33764) 1999 RM92
1999 RM92 (asteroide 33764) é um asteroide da cintura principal. Possui uma excentricidade de 0.10118340 e uma inclinação de 0.27323º.
Este asteroide foi descoberto no dia 7 de setembro de 1999 por LINEAR em Socorro.